# ATP Тур 1994
ATP Тур 1994 (англ. 1995 Association of Tennis Professionals (ATP) World Tour) — элитный мировой тур теннисистов-профессионалов, проводимый Ассоциацией Теннисистов Профессионалов (ATP) с января по декабрь. В 1994 году он включал:
- 4 турнира Большого шлема (проводится Международной федерацией тенниса (англ. International Tennis Federation, ITF));
- 9 турниров в серии ATP Championship Series, Single-Week;
- 12 турниров в серии ATP Championship Series;
- 63 турнира в серии ATP World Series;
- Командный Кубок Мира;
- Кубок Дэвиса (проводится ITF);
- Чемпионат мира ATP;
- Кубок Большого шлема.

## Расписание ATP Тура 1994 года
Ниже представлено полное расписание соревнований по ходу года, включай всех победителей и финалистов турниров — в одиночном, парном и смешанных разрядах.
| Турнир Большого шлема                |
| Итоговый турнир ATP                  |
| ATP Championship Series, Single-Week |
| ATP Championship Series              |
| ATP World Series                     |
| Командные соревнования               |

### Январь
| Дата начала | Турнир | Чемпионы (Счёт финала)                                     | Финалисты                       |
| ----------- | --- | ---------------------------------------------------------- | ------------------------------- |
| 3 января    | Международный теннисный турнир в Аделаиде Аделаида, Австралия ATP World Series $288,750— Хард Турнир 1994                                      | Евгений Кафельников 6-4, 6-3                               | Александр Волков                |
| 3 января    | Международный теннисный турнир в Аделаиде Аделаида, Австралия ATP World Series $288,750— Хард Турнир 1994                                      | Марк Кратцман Эндрю Кратцман 6-4, 7-5                      | Дэвид Адамс Байрон Блэк         |
| 3 января    | Открытый чемпионат Катара Доха, Катар ATP World Series $500,000 — Хард Турнир 1994                                                             | Стефан Эдберг 6-3, 6-2                                     | Паул Хархёйс                    |
| 3 января    | Открытый чемпионат Катара Доха, Катар ATP World Series $500,000 — Хард Турнир 1994                                                             | Оливье Делетр Стефан Симиан 6-3, 6-3                       | Шелби Кэннон Байрон Талбот      |
| 3 января    | Открытый чемпионат Оаху Оаху, США ATP World Series $288,750 — Хард Турнир 1994                                                                 | Уэйн Феррейра 6-4, 6-7(3), 6-1                             | Ричи Ренеберг                   |
| 3 января    | Открытый чемпионат Оаху Оаху, США ATP World Series $288,750 — Хард Турнир 1994                                                                 | Том Нейссен Цирил Сук 6-4, 6-4                             | Алекс О'Брайен Джонатан Старк   |
| 10 января   | Открытый чемпионат Индонезии Джакарта, Индонезия ATP World Series $288,750 — Хард Турнир 1994                                                  | Майкл Чанг 6-3, 6-3                                        | Давид Рикл                      |
| 10 января   | Открытый чемпионат Индонезии Джакарта, Индонезия ATP World Series $288,750 — Хард Турнир 1994                                                  | Нил Борвик Йонас Бьоркман 6-4, 6-1                         | Хорхе Лосано Джим Пью           |
| 10 января   | Открытый чемпионат Окленда Окленд, Новая Зеландия ATP World Series $288,750 — Хард Турнир 1994                                                 | Магнус Густафссон 6-4, 6-0                                 | Патрик Макинрой                 |
| 10 января   | Открытый чемпионат Окленда Окленд, Новая Зеландия ATP World Series $288,750 — Хард Турнир 1994                                                 | Патрик Макинрой Джаред Палмер 6-2, 4-6, 6-4                | Патрик Гэлбрайт Грант Коннелл   |
| 10 января   | Международный теннисный турнир в Сиднее Сидней, Австралия ATP World Series $288,750 — Хард Турнир 1994                                         | Пит Сампрас 7-6(5), 6-4                                    | Иван Лендл                      |
| 10 января   | Международный теннисный турнир в Сиднее Сидней, Австралия ATP World Series $288,750 — Хард Турнир 1994                                         | Даррен Кэхилл Сэндон Столл 6-1, 7-6                        | Марк Кратцман Лори Уордер       |
| 17 января   | Открытый чемпионат Австралии Мельбурн, Австралия Турнир Большого шлема $2,646,694 — Хард Одиночный турнир — Парный турнир Турнир смешанных пар | Пит Сампрас 7-6(4), 6-4, 6-4                               | Тодд Мартин                     |
| 17 января   | Открытый чемпионат Австралии Мельбурн, Австралия Турнир Большого шлема $2,646,694 — Хард Одиночный турнир — Парный турнир Турнир смешанных пар | Паул Хархёйс Якко Элтинг 6-7, 6-3, 6-4, 6-3                | Байрон Блэк Джонатан Старк      |
| 17 января   | Открытый чемпионат Австралии Мельбурн, Австралия Турнир Большого шлема $2,646,694 — Хард Одиночный турнир — Парный турнир Турнир смешанных пар | Лариса Савченко-Нейланд Андрей Ольховский 7-5, 6-7(0), 6-2 | Хелена Сукова Тодд Вудбридж     |
| 31 января   | Теннисный чемпионат Дубая Дубай, ОАЭ ATP World Series $1,013,750 — Хард Турнир 1994                                                            | Магнус Густафссон 6-4, 6-2                                 | Серхи Бругера                   |
| 31 января   | Теннисный чемпионат Дубая Дубай, ОАЭ ATP World Series $1,013,750 — Хард Турнир 1994                                                            | Тодд Вудбридж Марк Вудфорд 6-7, 6-4, 6-2                   | Даррен Кэхилл Джон Фицджеральд  |
| 31 января   | Открытый чемпионат Буш-дю-Рона Марсель, Франция ATP World Series $513,750 — Ковёр (зал) Турнир 1994                                            | Марк Россе 7-6(6), 7-6(4)                                  | Арно Бёч                        |
| 31 января   | Открытый чемпионат Буш-дю-Рона Марсель, Франция ATP World Series $513,750 — Ковёр (зал) Турнир 1994                                            | Даниэль Вацек Ян Симеринк 6-7, 6-4, 6-1                    | Мартин Дамм Евгений Кафельников |
| 31 января   | Открытый чемпионат Сан-Хосе Сан-Хосе, США ATP World Series $288,750 — Хард (зал) Турнир 1994                                                   | Ренцо Фурлан 3-6, 6-3, 7-5                                 | Майкл Чанг                      |
| 31 января   | Открытый чемпионат Сан-Хосе Сан-Хосе, США ATP World Series $288,750 — Хард (зал) Турнир 1994                                                   | Рик Лич Джаред Палмер 4-6, 6-4, 6-4                        | Байрон Блэк Джонатан Старк      |

### Февраль
| Дата начала | Турнир | Чемпионы (Счёт финала)                      | Финалисты                     |
| ----------- | --- | ------------------------------------------- | ----------------------------- |
| 7 февраля   | Открытый чемпионат Мемфиса Мемфис, США ATP Championship Series $675,000 — Хард (зал) Турнир 1994                                | Тодд Мартин 6-4, 7-5                        | Брэд Гилберт                  |
| 7 февраля   | Открытый чемпионат Мемфиса Мемфис, США ATP Championship Series $675,000 — Хард (зал) Турнир 1994                                | Байрон Блэк Джонатан Старк 6-2, 6-4         | Джим Грэбб Джаред Палмер      |
| 7 февраля   | Milan Indoor Милан, Италия ATP Championship Series $688,750 — Ковёр (зал) Турнир 1994                                           | Борис Беккер 6-2, 3-6, 6-3                  | Петр Корда                    |
| 7 февраля   | Milan Indoor Милан, Италия ATP Championship Series $688,750 — Ковёр (зал) Турнир 1994                                           | Том Нейсен Цирил Сук 4-6, 7-6, 7-6          | Хендрик-Ян Давидс Пит Норвал  |
| 14 февраля  | Comcast U.S. Indoor Филадельфия, США ATP Championship Series $588,750 — Ковёр (зал) Турнир 1994                                 | Майкл Чанг 6-3, 6-2                         | Паул Хархёйс                  |
| 14 февраля  | Comcast U.S. Indoor Филадельфия, США ATP Championship Series $588,750 — Ковёр (зал) Турнир 1994                                 | Паул Хархёйс Якко Элтинг 6-3, 6-4           | Джим Грэбб Джаред Палмер      |
| 14 февраля  | Eurocard Open Штутгарт, Германия ATP Championship Series $2,125,000 — Ковёр (зал) Турнир 1994                                   | Стефан Эдберг 4-6, 6-4, 6-2, 6-2            | Горан Иванишевич              |
| 14 февраля  | Eurocard Open Штутгарт, Германия ATP Championship Series $2,125,000 — Ковёр (зал) Турнир 1994                                   | Дэвид Адамс Андрей Ольховский 6-7, 6-4, 7-6 | Патрик Гэлбрайт Грант Коннелл |
| 21 февраля  | Открытый чемпионат Мексики Мехико, Мексика ATP World Series $300,000 — Грунт Турнир 1994                                        | Томас Мустер 6-3, 6-1                       | Роберто Жабали                |
| 21 февраля  | Открытый чемпионат Мексики Мехико, Мексика ATP World Series $300,000 — Грунт Турнир 1994                                        | Франсиско Монтана Брайан Шелтон 6-3, 6-4    | Люк Дженсен Мерфи Дженсен     |
| 21 февраля  | ABN AMRO World Tennis Tournament Роттердам, Нидерланды ATP World Series $575,000 — Ковёр (зал) Турнир 1994                      | Михаэль Штих 4-6, 6-3, 6-0                  | Уэйн Феррейра                 |
| 21 февраля  | ABN AMRO World Tennis Tournament Роттердам, Нидерланды ATP World Series $575,000 — Ковёр (зал) Турнир 1994                      | Джереми Бейтс Йонас Бьоркман 6-4, 6-1       | Паул Хархёйс Якко Элтинг      |
| 21 февраля  | Nuveen Championships Скоттсдейл, США ATP World Series $288,750 — Хард Турнир 1994                                               | Андре Агасси 6-4, 6-3                       | Луис Маттар                   |
| 21 февраля  | Nuveen Championships Скоттсдейл, США ATP World Series $288,750 — Хард Турнир 1994                                               | Ян Апелль Кен Флэк 6-0, 6-4                 | Алекс О'Брайен Сэндон Столл   |
| 28 февраля  | Newsweek Champions Cup Индиан-Уэлс, США ATP Championship Series, Single-Week $1,470,000 — Хард Одиночный турнир — Парный турнир | Пит Сампрас 4-6, 6-3, 3-6, 6-3, 6-2         | Петр Корда                    |
| 28 февраля  | Newsweek Champions Cup Индиан-Уэлс, США ATP Championship Series, Single-Week $1,470,000 — Хард Одиночный турнир — Парный турнир | Патрик Гэлбрайт Грант Коннелл 3-6, 6-1, 7-6 | Байрон Блэк Джонатан Старк    |
| 28 февраля  | Открытый чемпионат Копенгагена Копенгаген, Дания ATP World Series $188,750 — Ковёр (зал) Турнир 1994                            | Евгений Кафельников 6-3, 7-5                | Даниэль Вацек                 |
| 28 февраля  | Открытый чемпионат Копенгагена Копенгаген, Дания ATP World Series $188,750 — Ковёр (зал) Турнир 1994                            | Мартин Дамм Бретт Стивен 6-3, 6-4           | Давид Приносил Удо Риглевски  |

### Март
| Дата начала | Турнир | Чемпионы (Счёт финала)                                                                                  | Финалисты                                                                |
| ----------- | --- | --- | ------------------------------------------------------------------------ |
| 7 марта     | Lipton Championships Ки-Бискейн, США ATP Championship Series, Single-Week $1,625,000 — Хард Одиночный турнир — Парный турнир | Пит Сампрас 5-7, 6-3, 6-3                                                                               | Андре Агасси                                                             |
| 7 марта     | Lipton Championships Ки-Бискейн, США ATP Championship Series, Single-Week $1,625,000 — Хард Одиночный турнир — Парный турнир | Паул Хархёйс Якко Элтинг 6-3, 7-6                                                                       | Марк Ноулз Джаред Палмер                                                 |
| 7 марта     | Международный теннисный турнир в Сарагосе Сарагоса, Испания ATP World Series $200,000 — Ковёр (зал) Турнир 1994 | Магнус Ларссон 6-4, 6-4                                                                                 | Ларс Реман                                                               |
| 7 марта     | Международный теннисный турнир в Сарагосе Сарагоса, Испания ATP World Series $200,000 — Ковёр (зал) Турнир 1994 | Хенрик Хольм Андерс Яррид 7-5, 6-2                                                                      | Мартин Дамм Карел Новачек                                                |
| 14 марта    | Гран-при Хасана II Касабланка, Марокко ATP World Series $188,750 — Грунт Турнир 1994 | Ренцо Фурлан 6-2, 6-2                                                                                   | Карим Алами                                                              |
| 14 марта    | Гран-при Хасана II Касабланка, Марокко ATP World Series $188,750 — Грунт Турнир 1994 | Дэвид Адамс Менно Остинг 6-3, 6-4                                                                       | Кристиан Бранди Федерико Мордеган                                        |
| 21 марта    | Кубок Дэвиса. 1994. 1-й раунд Нью-Дели, Индия — трава Эйндховен, Нидерланды — ковёр (зал) Лунд, Швеция — ковёр (зал) Безансон, Франция — хард (зал) Рамат-ха-Шарон, Израиль — хард Санкт-Петербург, Россия — ковёр (зал) Мадрид, Испания — грунт Грац, Австрия — грунт (зал) | Победители США 5-0 Нидерланды 5-0 Бельгия 5-0 Франция 4-1 Чехия 4-1 Россия 4-1 Испания 4-1 Германия 3-2 | Проигравшие Индия Бельгия Дания Венгрия Израиль Австралия Италия Австрия |
| 28 марта    | Открытый чемпионат Эшторила Оэйраш, Португалия ATP World Series $500,000 — Грунт Турнир 1994 | Карлос Коста 4-6, 7-5, 6-4                                                                              | Андрей Медведев                                                          |
| 28 марта    | Открытый чемпионат Эшторила Оэйраш, Португалия ATP World Series $500,000 — Грунт Турнир 1994 | Кристиан Бранди Федерико Мордеган Без игры                                                              | Рихард Крайчек Менно Остинг                                              |
| 28 марта    | Открытый чемпионат Осаки Осака, Япония ATP World Series $625,000 — Хард Турнир 1994 | Пит Сампрас 6-2, 6-2                                                                                    | Лионель Ру                                                               |
| 28 марта    | Открытый чемпионат Осаки Осака, Япония ATP World Series $625,000 — Хард Турнир 1994 | Мартин Дамм Сэндон Столл 6-4, 6-4                                                                       | Дэвид Адамс Андрей Ольховский                                            |
| 28 марта    | Открытый чемпионат ЮАР Сан-Сити, ЮАР ATP World Series $288,750 — Хард Турнир 1994 | Маркус Цёкке 6-4, 6-1                                                                                   | Хендрик Дреекман                                                         |
| 28 марта    | Открытый чемпионат ЮАР Сан-Сити, ЮАР ATP World Series $288,750 — Хард Турнир 1994 | Мариус Барнард Брент Хайгарт 6-3, 7-5                                                                   | Грант Стаффорд Эллис Феррейра                                            |

### Апрель
| Дата начала | Турнир | Чемпионы (Счёт финала)                          | Финалисты                         |
| ----------- | --- | ----------------------------------------------- | --------------------------------- |
| 4 апреля    | Приз графа Годо Барселона, Испания ATP Championship Series $775,000 — Грунт Турнир 1994                                                  | Рихард Крайчек 6-4, 7-6(6), 6-2                 | Карлос Коста                      |
| 4 апреля    | Приз графа Годо Барселона, Испания ATP Championship Series $775,000 — Грунт Турнир 1994                                                  | Евгений Кафельников Давид Рикл 5-7, 6-1, 6-4    | Джим Курье Хавьер Санчес          |
| 4 апреля    | Открытый чемпионат Японии Токио, Япония ATP Championship Series $928,750 — Хард Турнир 1994                                              | Пит Сампрас 6-4, 6-2                            | Майкл Чанг                        |
| 4 апреля    | Открытый чемпионат Японии Токио, Япония ATP Championship Series $928,750 — Хард Турнир 1994                                              | Хенрик Хольм Андерс Яррид 7-6, 6-1              | Себастьен Ларо Патрик Макинрой    |
| 11 апреля   | Грунтовый чемпионат США Бирмингем, США ATP World Series $288,350- Грунт Турнир 1994                                                      | Джейсон Столтенберг 6-3, 6-4                    | Габриэль Маркус                   |
| 11 апреля   | Грунтовый чемпионат США Бирмингем, США ATP World Series $288,350- Грунт Турнир 1994                                                      | Кристо ван Ренсбург Ричи Ренеберг 2-6, 6-3, 6-2 | Брайан Макфи Дэвид Уитт           |
| 11 апреля   | Открытый чемпионат Гонконга Гонконг ATP World Series $295,000 — Хард Турнир 1994                                                         | Майкл Чанг 6-1, 6-3                             | Патрик Рафтер                     |
| 11 апреля   | Открытый чемпионат Гонконга Гонконг ATP World Series $295,000 — Хард Турнир 1994                                                         | Джим Грабб Бретт Стивен Без игры                | Йонас Бьоркман Патрик Рафтер      |
| 11 апреля   | Открытый чемпионат Ниццы Ницца, Франция ATP World Series $288,750 — Хард Турнир 1994                                                     | Альберто Берасатеги 6-4, 6-2                    | Джим Курье                        |
| 11 апреля   | Открытый чемпионат Ниццы Ницца, Франция ATP World Series $288,750 — Хард Турнир 1994                                                     | Марк Вудфорд Хавьер Санчес 7-5, 6-3             | Хендрик Ян Давидс Пит Норвал      |
| 18 апреля   | Monte Carlo Open Рокебрюн — Кап-Мартен, Франция ATP Championship Series, Single-Week $1,470,000 — Грунт Одиночный турнир — Парный турнир | Андрей Медведев 7-5, 6-1, 6-3                   | Серхи Бругера                     |
| 18 апреля   | Monte Carlo Open Рокебрюн — Кап-Мартен, Франция ATP Championship Series, Single-Week $1,470,000 — Грунт Одиночный турнир — Парный турнир | Никлас Культи Магнус Ларссон 3-6, 7-6, 6-4      | Даниэль Вацек Евгений Кафельников |
| 18 апреля   | Открытый чемпионат Сеула Сеул, Южная Корея ATP World Series $188,750 — Хард Турнир 1994                                                  | Джереми Бейтс 6-4, 6-7(6), 6-3                  | Йёрн Ренценбринк                  |
| 18 апреля   | Открытый чемпионат Сеула Сеул, Южная Корея ATP World Series $188,750 — Хард Турнир 1994                                                  | Стефан Симиан Кенни Торн 6-4, 3-6, 7-5          | Кент Киннэр Себастьян Ларо        |
| 25 апреля   | AT&T Tennis Challenge Атланта, США ATP World Series $288,750- Грунт Турнир 1994                                                          | Майкл Чанг 6-7(4), 7-6(4), 6-0                  | Тодд Мартин                       |
| 25 апреля   | AT&T Tennis Challenge Атланта, США ATP World Series $288,750- Грунт Турнир 1994                                                          | Джаред Палмер Ричи Ренеберг 4-6, 7-6, 6-4       | Франсиско Монтана Джим Пью        |
| 25 апреля   | Гран-при Мадрида Мадрид, Испания ATP World Series $775,000- Грунт Турнир 1994                                                            | Томас Мустер 6-2, 3-6, 6-4, 7-5                 | Серхи Бругера                     |
| 25 апреля   | Гран-при Мадрида Мадрид, Испания ATP World Series $775,000- Грунт Турнир 1994                                                            | Рикард Берг Менно Остинг 6-3, 6-4               | Жан-Филипп Флёриан Якоб Хласек    |
| 25 апреля   | BMW Open Мюнхен, Германия ATP World Series $400,000 — Грунт Турнир 1994                                                                  | Михаэль Штих 6-2, 2-6, 6-3                      | Петр Корда                        |
| 25 апреля   | BMW Open Мюнхен, Германия ATP World Series $400,000 — Грунт Турнир 1994                                                                  | Евгений Кафельников Давид Рикл 7-6, 7-5         | Борис Беккер Петр Корда           |

### Май
| Дата начала | Турнир | Чемпионы (Счёт финала)                   | Финалисты                                 |
| ----------- | --- | ---------------------------------------- | ----------------------------------------- |
| 2 мая       | Открытый чемпионат Германии Гамбург, Германия ATP Championship Series, Single-Week $1,470,000 — Грунт Одиночный турнир — Парный турнир   | Андрей Медведев 6-4, 6-4, 3-6, 6-3       | Евгений Кафельников                       |
| 2 мая       | Открытый чемпионат Германии Гамбург, Германия ATP Championship Series, Single-Week $1,470,000 — Грунт Одиночный турнир — Парный турнир   | Скотт Мелвилл Пит Норвал 6-3, 6-4        | Хенрик Хольм Андерс Яррид                 |
| 2 мая       | Грунтовый чемпионат США Пайнхерст, США ATP World Series $250,000 — Грунт Турнир 1994                                                     | Джаред Палмер 6-4, 7-6(5)                | Тодд Мартин                               |
| 2 мая       | Грунтовый чемпионат США Пайнхерст, США ATP World Series $250,000 — Грунт Турнир 1994                                                     | Тодд Вудбридж Марк Вудфорд 6-2, 3-6, 6-3 | Джаред Палмер Ричи Ренеберг               |
| 9 мая       | Открытый чемпионат Италии Рим, Италия ATP Championship Series, Single-Week $1,750,000 — Грунт Одиночный турнир — Парный турнир           | Пит Сампрас 6-1, 6-2, 6-2                | Борис Беккер                              |
| 9 мая       | Открытый чемпионат Италии Рим, Италия ATP Championship Series, Single-Week $1,750,000 — Грунт Одиночный турнир — Парный турнир           | Евгений Кафельников Давид Рикл 6-1, 7-5  | Хавьер Санчес Уэйн Феррейра               |
| 9 мая       | Международный теннисный чемпионат в Корал-Спрингс Корал-Спрингс, США ATP World Series $215,000 — Грунт Турнир 1994                       | Луис Маттар 6-4, 6-2                     | Джейми Морган                             |
| 9 мая       | Международный теннисный чемпионат в Корал-Спрингс Корал-Спрингс, США ATP World Series $215,000 — Грунт Турнир 1994                       | Лэн Бэйл Бретт Стивен 6-3, 7-5           | Стефан Симиан Кен Флэк                    |
| 16 мая      | Теннисный турнир в Болонье Болонья, Италия ATP World Series $288,750 — Грунт Турнир 1994                                                 | Хавьер Санчес 7-6(3), 4-6, 6-3           | Альберто Берасатеги                       |
| 16 мая      | Теннисный турнир в Болонье Болонья, Италия ATP World Series $288,750 — Грунт Турнир 1994                                                 | Патрик Рафтер Джон Фицджеральд 6-3, 6-3  | Войтех Флегл Эндрю Флорент                |
| 16 мая      | Командный кубок мира Дюссельдорф, Германия Командный турнир Грунт — 8 команд (Группа) Турнир 1994                                        | Германия · 2-1                           | Испания                                   |
| 23 мая      | Открытый чемпионат Франции Париж, Франция Турнир Большого шлема $4,090,101 — Грунт Одиночный турнир — Парный турнир Турнир смешанных пар | Серхи Бругера 6-3, 7-5, 2-6, 6-1         | Альберто Берасатеги                       |
| 23 мая      | Открытый чемпионат Франции Париж, Франция Турнир Большого шлема $4,090,101 — Грунт Одиночный турнир — Парный турнир Турнир смешанных пар | Байрон Блэк Джонатан Старк 6-4, 7-6(5)   | Ян Апелль Йонас Бьоркман                  |
| 23 мая      | Открытый чемпионат Франции Париж, Франция Турнир Большого шлема $4,090,101 — Грунт Одиночный турнир — Парный турнир Турнир смешанных пар | Кристи Богерт Менно Остинг 7-5, 3-6, 7-5 | Лариса Савченко-Нейланд Андрей Ольховский |

### Июнь
| Дата начала | Турнир | Чемпионы (Счёт финала)                      | Финалисты                     |
| ----------- | --- | ------------------------------------------- | ----------------------------- |
| 6 июня      | Stella Artois Championships Лондон, Великобритания ATP World Series $600,000 — Трава Турнир 1994                                          | Тодд Мартин 7-6(4), 7-6(4)                  | Пит Сампрас                   |
| 6 июня      | Stella Artois Championships Лондон, Великобритания ATP World Series $600,000 — Трава Турнир 1994                                          | Ян Апелль Йонас Бьоркман 3-6, 7-6, 6-4      | Тодд Вудбридж Марк Вудфорд    |
| 6 июня      | Теннисный турнир во Флоренции Флоренция, Италия ATP World Series $288,750 — Грунт Турнир 1994                                             | Марсело Филиппини 3-6, 6-3, 6-3             | Ричард Фромберг               |
| 6 июня      | Теннисный турнир во Флоренции Флоренция, Италия ATP World Series $288,750 — Грунт Турнир 1994                                             | Джон Айрленд Кенни Торн 7-6, 6-3            | Нил Броуд Грег ван Эмбург     |
| 6 июня      | Чемпионат Росмалена Хертогенбос, Нидерланды ATP World Series $288,750 — Трава Турнир 1994                                                 | Рихард Крайчек 6-3, 6-4                     | Карстен Браш                  |
| 6 июня      | Чемпионат Росмалена Хертогенбос, Нидерланды ATP World Series $288,750 — Трава Турнир 1994                                                 | Фернон Вибир Стефен Нотебом 6-3, 1-6, 7-6   | Диего Наргисо Петер Нюборг    |
| 13 июня     | Открытый чемпионат Манчестера Манчестер, Великобритания ATP World Series $290,000 — Трава Турнир 1994                                     | Патрик Рафтер 7-6(5), 7-6(4)                | Уэйн Феррейра                 |
| 13 июня     | Открытый чемпионат Манчестера Манчестер, Великобритания ATP World Series $290,000 — Трава Турнир 1994                                     | Дани Виссер Рик Лич 6-4, 4-6, 7-6           | Скотт Дэвис Тревор Кронеман   |
| 13 июня     | Открытый чемпионат Санкт-Пёльтена Санкт-Пёльтен, Австрия ATP World Series $300,000 — Грунт Турнир 1994                                    | Томас Мустер 4-6, 6-2, 6-4                  | Томас Карбонель               |
| 13 июня     | Открытый чемпионат Санкт-Пёльтена Санкт-Пёльтен, Австрия ATP World Series $300,000 — Грунт Турнир 1994                                    | Войтех Флегл Эндрю Флорент 3-6, 6-1, 6-4    | Адам Малик Джефф Таранго      |
| 13 июня     | Открытый чемпионат Халле Халле, Германия ATP World Series $500,000 — Трава Турнир 1994                                                    | Михаэль Штих 6-4, 4-6, 6-3                  | Магнус Ларссон                |
| 13 июня     | Открытый чемпионат Халле Халле, Германия ATP World Series $500,000 — Трава Турнир 1994                                                    | Оливье Делетр Ги Форже 6-4, 6-7, 6-4        | Анри Леконт Гэри Мюллер       |
| 20 июня     | Уимблдонский турнир Лондон, Великобритания Турнир Большого шлема $3,920,625 — Трава Одиночный турнир — Парный турнир Турнир смешанных пар | Пит Сампрас 7-6(2), 7-6(5), 6-0             | Горан Иванишевич              |
| 20 июня     | Уимблдонский турнир Лондон, Великобритания Турнир Большого шлема $3,920,625 — Трава Одиночный турнир — Парный турнир Турнир смешанных пар | Тодд Вудбридж Марк Вудфорд 7-6(3), 6-3, 6-1 | Патрик Гэлбрайт Грант Коннелл |
| 20 июня     | Уимблдонский турнир Лондон, Великобритания Турнир Большого шлема $3,920,625 — Трава Одиночный турнир — Парный турнир Турнир смешанных пар | Хелена Сукова Тодд Вудбридж 3-6, 7-5, 6-3   | Лори Макнил Ти-Джей Миддлтон  |

### Июль
| Дата начала | Турнир | Чемпионы (Счёт финала)                                | Финалисты                                    |
| ----------- | --- | ----------------------------------------------------- | -------------------------------------------- |
| 4 июля      | Открытый чемпионат Швеции Бостад, Швеция ATP World Series $288,750 — Грунт Турнир 1994                                                               | Бернд Карбахер 6-4, 6-3                               | Хорст Скофф                                  |
| 4 июля      | Открытый чемпионат Швеции Бостад, Швеция ATP World Series $288,750 — Грунт Турнир 1994                                                               | Ян Апелль Йонас Бьоркман 6-2, 6-3                     | Никлас Культи Микаэль Тиллстрём              |
| 4 июля      | Suisse Open Gstaad Гштад, Швейцария ATP World Series $450,000 — Грунт Турнир 1994                                                                    | Серхи Бругера 3-6, 7-5, 6-2, 6-1                      | Ги Форже                                     |
| 4 июля      | Suisse Open Gstaad Гштад, Швейцария ATP World Series $450,000 — Грунт Турнир 1994                                                                    | Серхио Касаль Эмилио Санчес 7-6, 6-4                  | Даниэль Вацек Менно Остинг                   |
| 4 июля      | Hall of Fame Tennis Championships Ньюпорт, США ATP World Series $215,000 — Трава Турнир 1994                                                         | Дэвид Уитон 6-4, 3-6, 7-6(5)                          | Тодд Вудбридж                                |
| 4 июля      | Hall of Fame Tennis Championships Ньюпорт, США ATP World Series $215,000 — Трава Турнир 1994                                                         | Алекс Антонич Грег Руседски 6-4, 3-6, 6-4             | Кент Киннэр Дэвид Уитон                      |
| 11 июля     | Кубок Дэвиса 1994. 1/4 финала Роттердам, Нидерланды — хард (зал) Канны, Франция — хард Санкт-Петербург, Россия — ковёр (зал) Халле, Германия — трава | Победители США 3-2 Швеция 3-2 Россия 3-2 Германия 3-2 | Проигравшие Нидерланды Франция Чехия Испания |
| 18 июля     | Legg Mason Tennis Classic Вашингтон, США ATP Championship Series $525,000 — Хард Турнир 1994                                                         | Стефан Эдберг 6-4, 6-2                                | Джейсон Столтенберг                          |
| 18 июля     | Legg Mason Tennis Classic Вашингтон, США ATP Championship Series $525,000 — Хард Турнир 1994                                                         | Патрик Гэлбрайт Грант Коннелл 6-4, 4-6, 6-3           | Йонас Бьоркман Якоб Хласек                   |
| 18 июля     | Mercedes Cup Штутгарт, Германия ATP Championship Series $915,000 — Грунт Турнир 1994                                                                 | Альберто Берасатеги 7-5, 6-3, 7-6(5)                  | Андреа Гауденци                              |
| 18 июля     | Mercedes Cup Штутгарт, Германия ATP Championship Series $915,000 — Грунт Турнир 1994                                                                 | Скотт Мелвилл Пит Норвал 7-6, 7-5                     | Паул Хархёйс Якко Элтинг                     |
| 25 июля     | Открытый чемпионат Канады Торонто, Канада ATP Championship Series, Single-Week $1,470,000 — Хард Одиночный турнир — Парный турнир                    | Андре Агасси 6-4, 6-4                                 | Джейсон Столтенберг                          |
| 25 июля     | Открытый чемпионат Канады Торонто, Канада ATP Championship Series, Single-Week $1,470,000 — Хард Одиночный турнир — Парный турнир                    | Байрон Блэк Джонатан Старк 7-6, 7-6                   | Патрик Макинрой Джаред Палмер                |
| 25 июля     | Открытый чемпионат Нидерландов Хилверсюм, Нидерланды ATP World Series $275,000 — Грунт Турнир 1994                                                   | Карел Новачек 7-6, 6-4, 7-6(7)                        | Ричард Фромберг                              |
| 25 июля     | Открытый чемпионат Нидерландов Хилверсюм, Нидерланды ATP World Series $275,000 — Грунт Турнир 1994                                                   | Даниэль Орсанич Ян Симеринк 6-4, 6-2                  | Дэвид Адамс Андрей Ольховский                |

### Август
| Дата начала | Турнир | Чемпионы (Счёт финала)                      | Финалисты                   |
| ----------- | --- | ------------------------------------------- | --------------------------- |
| 1 августа   | Открытый чемпионат Австрии Кицбюэль, Австрия ATP World Series $375,000 — Грунт Турнир 1994                                          | Горан Иванишевич 6–2, 4–6, 4–6, 6–3, 6–2    | Фабрис Санторо              |
| 1 августа   | Открытый чемпионат Австрии Кицбюэль, Австрия ATP World Series $375,000 — Грунт Турнир 1994                                          | Дэвид Адамс Андрей Ольховский 6–7, 6–3, 7–5 | Серхио Касаль Эмилио Санчес |
| 1 августа   | Открытый чемпионат Лос-Анджелеса Лос-Анджелес, США ATP World Series $288,750 — Хард Турнир 1994                                     | Борис Беккер 6–2, 6–2                       | Марк Вудфорд                |
| 1 августа   | Открытый чемпионат Лос-Анджелеса Лос-Анджелес, США ATP World Series $288,750 — Хард Турнир 1994                                     | Марк Вудфорд Джон Фицджеральд 4–6, 6–2, 6–0 | Скотт Дэвис Брайан Макфи    |
| 1 августа   | Открытый чемпионат Праги Прага, Чехия ATP World Series $340,000 — Грунт Турнир 1994                                                 | Серхи Бругера 6–3, 6–4                      | Андрей Медведев             |
| 1 августа   | Открытый чемпионат Праги Прага, Чехия ATP World Series $340,000 — Грунт Турнир 1994                                                 | Матс Виландер Карел Новачек Без игры        | Павел Визнер Томаш Крупа    |
| 8 августа   | Открытый чемпионат Сан-Марино Сан-Марино, Сан-Марино ATP World Series $275,000 — Грунт Турнир 1994                                  | Карлос Коста 6–1, 6–3                       | Оливер Гросс                |
| 8 августа   | Открытый чемпионат Сан-Марино Сан-Марино, Сан-Марино ATP World Series $275,000 — Грунт Турнир 1994                                  | Нил Броуд Грег ван Эмбург 6–4, 7–6          | Хорди Арресе Ренцо Фурлан   |
| 8 августа   | Thriftway ATP Championships Цинциннати, США ATP Championship Series, Single-Week $1,470,000 — Хард Одиночный турнир — Парный турнир | Майкл Чанг 6–2, 7–5                         | Стефан Эдберг               |
| 8 августа   | Thriftway ATP Championships Цинциннати, США ATP Championship Series, Single-Week $1,470,000 — Хард Одиночный турнир — Парный турнир | Алекс О’Брайен Сэндон Столл 6–7, 6–3, 6–2   | Марк Кратцман Уэйн Феррейра |
| 15 августа  | RCA Championships Индианаполис, США ATP Championship Series $915,000 — Хард Турнир 1994                                             | Уэйн Феррейра 6–2, 6–1                      | Оливье Делетр               |
| 15 августа  | RCA Championships Индианаполис, США ATP Championship Series $915,000 — Хард Турнир 1994                                             | Тодд Вудбридж Марк Вудфорд 6–3, 6–4         | Джим Грабб Ричи Ренеберг    |
| 15 августа  | Открытый чемпионат Коннектикута Нью-Хейвен, США ATP Championship Series $915,000 — Хард Турнир 1994                                 | Борис Беккер 6–3, 7–5                       | Марк Россе                  |
| 15 августа  | Открытый чемпионат Коннектикута Нью-Хейвен, США ATP Championship Series $915,000 — Хард Турнир 1994                                 | Патрик Гэлбрайт Грант Коннелл 6–4, 7–6      | Паул Хархёйс Якко Элтинг    |
| 22 августа  | Hamlet Cup Лонг-Айленд, США ATP World Series $288,750 — Хард Турнир 1994                                                            | Евгений Кафельников 5–7, 6–1, 6–2           | Седрик Пьолин               |
| 22 августа  | Hamlet Cup Лонг-Айленд, США ATP World Series $288,750 — Хард Турнир 1994                                                            | Оливье Делетр Ги Форже 6–4, 7–6             | Марк Петчи Эндрю Флорент    |
| 22 августа  | OTB Open Скенектади, США ATP World Series $288,750 — Хард Турнир 1994                                                               | Якко Элтинг 6–3, 6–4                        | Чак Адамс                   |
| 22 августа  | OTB Open Скенектади, США ATP World Series $288,750 — Хард Турнир 1994                                                               | Ян Апелль Йонас Бьоркман 6–4, 7–6           | Паул Хархёйс Якко Элтинг    |
| 22 августа  | Открытый чемпионат Хорватии Умаг, Хорватия ATP World Series $375,000 — Грунт Турнир 1994                                            | Альберто Берасатеги 6–2, 6–4                | Кароль Кучера               |
| 22 августа  | Открытый чемпионат Хорватии Умаг, Хорватия ATP World Series $375,000 — Грунт Турнир 1994                                            | Диего Перес Франсиско Ройг 6–2, 6–4         | Кароль Кучера Пол Уэкеса    |
| 29 августа  | Открытый чемпионат США Нью-Йорк, США Турнир Большого шлема $4,100,800 — Хард Одиночный турнир — Парный турнир Турнир смешанных пар  | Андре Агасси 6–1, 7–6(5), 7–5               | Михаэль Штих                |
| 29 августа  | Открытый чемпионат США Нью-Йорк, США Турнир Большого шлема $4,100,800 — Хард Одиночный турнир — Парный турнир Турнир смешанных пар  | Паул Хархёйс Якко Элтинг 6–3, 7–6           | Тодд Вудбридж Марк Вудфорд  |
| 29 августа  | Открытый чемпионат США Нью-Йорк, США Турнир Большого шлема $4,100,800 — Хард Одиночный турнир — Парный турнир Турнир смешанных пар  | Элна Рейнах Патрик Гэлбрайт 6–2, 6–4        | Яна Новотна Тодд Вудбридж   |

### Сентябрь
| Дата начала | Турнир | Чемпионы (Счёт финала)                 | Финалисты                          |
| ----------- | --- | -------------------------------------- | ---------------------------------- |
| 12 сентября | Cerveza Club Colombia Open Богота, Колумбия ATP World Series $288,750 — Грунт Турнир 1994                   | Николас Перейра 6–3, 3–6, 6–4          | Маурисио Адад                      |
| 12 сентября | Cerveza Club Colombia Open Богота, Колумбия ATP World Series $288,750 — Грунт Турнир 1994                   | Даниэль Нестор Марк Ноулз 6–4, 7–6     | Люк Дженсен Мерфи Дженсен          |
| 12 сентября | Grand Prix Passing Shot Бордо, Франция ATP World Series $375,000 — Хард Турнир 1994                         | Уэйн Феррейра 6–0, 7–5                 | Джефф Таранго                      |
| 12 сентября | Grand Prix Passing Shot Бордо, Франция ATP World Series $375,000 — Хард Турнир 1994                         | Оливье Делетр Ги Форже 6–2, 2–6, 7–5   | Диего Наргисо Гийом Рау            |
| 12 сентября | Открытый чемпионат Румынии Бухарест, Румыния ATP World Series $525,000 — Грунт Турнир 1994                  | Франко Давин 6–2, 6–4                  | Горан Иванишевич                   |
| 12 сентября | Открытый чемпионат Румынии Бухарест, Румыния ATP World Series $525,000 — Грунт Турнир 1994                  | Уэйн Артурс Саймон Юл 6–4, 6–4         | Хорди Арресе Хосе Антонио Конде    |
| 19 сентября | Кубок Дэвиса 1994. 1/2 финала Гётеборг, Швеция — Ковёр (зал) Гамбург, Германия — Хард                       | Победители Швеция 3-2 Россия 4-1       | Проигравшие США Германия           |
| 26 сентября | Davidoff Swiss Indoors Базель, Швейцария ATP World Series $775,000 — Хард (зал) Турнир 1994                 | Уэйн Феррейра 4–6, 6–2, 7–6(7), 6–3    | Патрик Макинрой                    |
| 26 сентября | Davidoff Swiss Indoors Базель, Швейцария ATP World Series $775,000 — Хард (зал) Турнир 1994                 | Патрик Макинрой Джаред Палмер 6–3, 7–6 | Лэн Бэйл Джон-Лаффни де Ягер       |
| 26 сентября | Открытый чемпионат Куала-Лумпура Куала-Лумпур, Малайзия ATP World Series $375,000 — Ковёр (зал) Турнир 1994 | Якко Элтинг 7–6(1), 2–6, 6–4           | Андрей Ольховский                  |
| 26 сентября | Открытый чемпионат Куала-Лумпура Куала-Лумпур, Малайзия ATP World Series $375,000 — Ковёр (зал) Турнир 1994 | Паул Хархёйс Якко Элтинг 6–0, 7–5      | Ларс-Андерс Вальгрен Никлас Культи |
| 26 сентября | Международный теннисный чемпионат на Сицилии Палермо, Италия ATP World Series $290,000 — Грунт Турнир 1994  | Альберто Берасатеги 2–6, 7–6(6), 6–4   | Алекс Корретха                     |
| 26 сентября | Международный теннисный чемпионат на Сицилии Палермо, Италия ATP World Series $290,000 — Грунт Турнир 1994  | Том Кемперс Джек Уэйт 7–6, 6–4         | Нил Броуд Грег ван Эмбург          |

### Октябрь
| Дата начала | Турнир | Чемпионы (Счёт финала)                        | Финалисты                         |
| ----------- | --- | --------------------------------------------- | --------------------------------- |
| 3 октября   | Открытый чемпионат Афин Афины, Греция ATP World Series $188,750 — Грунт Турнир 1994                                                            | Альберто Берасатеги 4–6, 7–6(4), 6–3          | Оскар Мартинес                    |
| 3 октября   | Открытый чемпионат Афин Афины, Греция ATP World Series $188,750 — Грунт Турнир 1994                                                            | Луис Лобо Хавьер Санчес 5–7, 6–1, 6–4         | Кристиан Бранди Федерико Мордеган |
| 3 октября   | Чемпионат Австралии на крытых кортах Сидней, Австралия ATP Championship Series $895,000 — Хард (зал) Турнир 1994                               | Рихард Крайчек 7–6(5), 7–6(7), 2–6, 6–3       | Борис Беккер                      |
| 3 октября   | Чемпионат Австралии на крытых кортах Сидней, Австралия ATP Championship Series $895,000 — Хард (зал) Турнир 1994                               | Паул Хархёйс Якко Элтинг 6–4, 7–6             | Байрон Блэк Джонатан Старк        |
| 3 октября   | Гран-при Тулузы Тулуза, Франция ATP World Series $375,000 — Хард (зал) Турнир 1994                                                             | Магнус Ларссон 6–1, 6–3                       | Джаред Палмер                     |
| 3 октября   | Гран-при Тулузы Тулуза, Франция ATP World Series $375,000 — Хард (зал) Турнир 1994                                                             | Даниэль Вацек Менно Остинг 7–6, 6–7, 6–3      | Патрик Макинрой Джаред Палмер     |
| 10 октября  | Открытый чемпионат Остравы Острава, Чехия ATP World Series $290,000 — Ковёр (зал) Турнир 1994                                                  | Маливай Вашингтон 4–6, 6–3, 6–3               | Арно Бёч                          |
| 10 октября  | Открытый чемпионат Остравы Острава, Чехия ATP World Series $290,000 — Ковёр (зал) Турнир 1994                                                  | Мартин Дамм Карел Новачек 6–4, 1–6, 6–3       | Гэри Мюллер Пит Норвал            |
| 10 октября  | Открытый чемпионат Тель-Авива Тель-Авив, Израиль ATP World Series $250,000 — Хард Турнир 1994                                                  | Уэйн Феррейра 7–6(4), 6–3                     | Амос Мансдорф                     |
| 10 октября  | Открытый чемпионат Тель-Авива Тель-Авив, Израиль ATP World Series $250,000 — Хард Турнир 1994                                                  | Лэн Бэйл Джон-Лаффни де Ягер 6–7, 6–2, 7–6    | Ян Апелль Йонас Бьоркман          |
| 10 октября  | Seiko Super Tennis Токио, Япония ATP Championship Series $895,000 — Ковёр (зал) Турнир 1994                                                    | Горан Иванишевич 6–4, 6–4                     | Майкл Чанг                        |
| 10 октября  | Seiko Super Tennis Токио, Япония ATP Championship Series $895,000 — Ковёр (зал) Турнир 1994                                                    | Патрик Гэлбрайт Грант Коннелл 6–3, 3–6, 6–4   | Байрон Блэк Джонатан Старк        |
| 17 октября  | Открытый чемпионат Вены Вена, Австрия ATP World Series $375,000 — Ковёр (зал) Турнир 1994                                                      | Андре Агасси 7–6(4), 4–6, 6–2, 6–3            | Михаэль Штих                      |
| 17 октября  | Открытый чемпионат Вены Вена, Австрия ATP World Series $375,000 — Ковёр (зал) Турнир 1994                                                      | Майк Бауэр Давид Рикл 7–6, 6–4                | Алекс Антонич Грег Руседски       |
| 17 октября  | Гран-при Лиона Лион, Франция ATP World Series $575,000 — Ковёр (зал) Турнир 1994                                                               | Марк Россе 6–4, 7–6(2)                        | Джим Курье                        |
| 17 октября  | Гран-при Лиона Лион, Франция ATP World Series $575,000 — Ковёр (зал) Турнир 1994                                                               | Евгений Кафельников Якоб Хласек 6–7, 7–6, 7–6 | Мартин Дамм Патрик Рафтер         |
| 17 октября  | Открытый чемпионат Китая Пекин ATP World Series $295,000 — Ковёр (зал) Турнир 1994                                                             | Майкл Чанг 7-5, 7-5                           | Андерс Яррид                      |
| 17 октября  | Открытый чемпионат Китая Пекин ATP World Series $295,000 — Ковёр (зал) Турнир 1994                                                             | Кент Киннэр Томми Хо 7–6, 6–3                 | Дэвид Адамс Андрей Ольховский     |
| 24 октября  | Открытый чемпионат Чили Сантьяго, Чили ATP World Series $188,750 — Грунт Турнир 1994                                                           | Альберто Берасатеги 6–3, 6–4                  | Франсиско Клавет                  |
| 24 октября  | Открытый чемпионат Чили Сантьяго, Чили ATP World Series $188,750 — Грунт Турнир 1994                                                           | Матс Виландер Карел Новачек 4-6, 7-6, 7-6     | Томас Карбонель Франсиско Ройг    |
| 24 октября  | Открытый чемпионат Стокгольма Стокгольм, Швеция ATP Championship Series, Single-Week $1,470,000 — Ковёр (зал) Одиночный турнир — Парный турнир | Борис Беккер 4–6, 6–4, 6–3, 7–6(4)            | Горан Иванишевич                  |
| 24 октября  | Открытый чемпионат Стокгольма Стокгольм, Швеция ATP Championship Series, Single-Week $1,470,000 — Ковёр (зал) Одиночный турнир — Парный турнир | Тодд Вудбридж Марк Вудфорд 6–3, 6–4           | Ян Апелль Йонас Бьоркман          |
| 31 октября  | Topper Open Монтевидео, Уругвай ATP World Series $188,750 — Грунт Турнир 1994                                                                  | Альберто Берасатеги 6–4, 6–0                  | Франсиско Клавет                  |
| 31 октября  | Topper Open Монтевидео, Уругвай ATP World Series $188,750 — Грунт Турнир 1994                                                                  | Луис Маттар Марсело Филиппини 7–6, 6–4        | Серхио Касаль Эмилио Санчес       |
| 31 октября  | Открытый чемпионат Парижа Париж, Франция ATP Championship Series, Single-Week $2,000,000 — Ковёр (зал) Одиночный турнир — Парный турнир        | Андре Агасси 6–3, 6–3, 4–6, 7–5               | Марк Россе                        |
| 31 октября  | Открытый чемпионат Парижа Париж, Франция ATP Championship Series, Single-Week $2,000,000 — Ковёр (зал) Одиночный турнир — Парный турнир        | Паул Хархёйс Якко Элтинг 3–6, 7–6, 7–5        | Байрон Блэк Джонатан Старк        |

### Ноябрь
| Дата начала | Турнир | Чемпионы (Счёт финала)                                 | Финалисты                        |
| ----------- | --- | ------------------------------------------------------ | -------------------------------- |
| 7 ноября    | Чемпионат Европейского сообщества Антверпен, Бельгия ATP World Series $1,100,000 — Ковёр (зал) Турнир 1994                             | Пит Сампрас 7–6(5), 6–4                                | Магнус Ларссон                   |
| 7 ноября    | Чемпионат Европейского сообщества Антверпен, Бельгия ATP World Series $1,100,000 — Ковёр (зал) Турнир 1994                             | Ян Апелль Йонас Бьоркман 4–6, 6–1, 6–2                 | Хендрик Ян Давидс Себастьен Ларо |
| 7 ноября    | Открытый чемпионат Аргентины Буэнос-Айрес, Аргентина ATP World Series $288,750 — Грунт Турнир 1994                                     | Алекс Корретха 6–3, 5–7, 7–6(5)                        | Хавьер Франа                     |
| 7 ноября    | Открытый чемпионат Аргентины Буэнос-Айрес, Аргентина ATP World Series $288,750 — Грунт Турнир 1994                                     | Серхио Касаль Эмилио Санчес 6–3, 6–2                   | Томас Карбонель Франсиско Ройг   |
| 7 ноября    | Кубок Кремля Москва, Россия ATP World Series $1,100,000 — Ковёр (зал) Турнир 1994                                                      | Александр Волков 6–2, 6–4                              | Чак Адамс                        |
| 7 ноября    | Кубок Кремля Москва, Россия ATP World Series $1,100,000 — Ковёр (зал) Турнир 1994                                                      | Паул Хархёйс Якко Элтинг Без игры                      | Дэвид Адамс Андрей Ольховский    |
| 14 ноября   | Чемпионат мира ATP в одиночном разряде Франкфурт-на-Майне, Германия Итоговый турнир $3,000,000 — Ковёр (зал) — 8S (Группа) Турнир 1994 | Пит Сампрас 4–6, 6–3, 7–5, 6–4                         | Борис Беккер                     |
| 21 ноября   | Чемпионат мира ATP в парном разряде Джакарта, Индонезия Итоговый турнир $1,300,000 — Ковёр (зал) — 8D (Группа) Турнир 1994             | Ян Апелль Йонас Бьоркман 6-4, 4-6, 4-6, 7-6(5), 7-6(6) | Тодд Вудбридж Марк Вудфорд       |
| 28 ноября   | Кубок Дэвиса 1994. Финал Москва, Россия — Ковёр (зал)                                                                                  | Швеция 4-1                                             | Россия                           |

### Декабрь
| Дата начала | Турнир                                                                    | Чемпионы (Счёт финала)                  | Финалисты   |
| ----------- | ------------------------------------------------------------------------- | --------------------------------------- | ----------- |
| 6 декабря   | Кубок Большого шлема Мюнхен, Германия Выставочный Ковёр (зал) Турнир 1994 | Магнус Ларссон 7–6(6), 4–6, 7–6(5), 6–4 | Пит Сампрас |

## Рейтинг ATP

### Одиночный рейтинг
| по данным на 26 декабря 1994 | по данным на 26 декабря 1994 | по данным на 26 декабря 1994 | по данным на 26 декабря 1994 | по данным на 26 декабря 1994 |
| Поз.                         | Теннисист                    | Очки                         | 1993                         | +/-                          |
| ---------------------------- | ---------------------------- | ---------------------------- | ---------------------------- | ---------------------------- |
| 1                            | Пит Сампрас                  | 5 097                        | 1                            | ▬                            |
| 2                            | Андре Агасси                 | 3 249                        | 24                           | ▲ 22                         |
| 3                            | Борис Беккер                 | 3 237                        | 11                           | ▲ 8                          |
| 4                            | Серхи Бругера                | 3 007                        | 4                            | ▬                            |
| 5                            | Горан Иванишевич             | 2 936                        | 7                            | ▲ 2                          |
| 6                            | Майкл Чанг                   | 2 647                        | 8                            | ▲ 2                          |
| 7                            | Стефан Эдберг                | 2 471                        | 5                            | ▼ 2                          |
| 8                            | Альберто Берасатеги          | 2 470                        | 36                           | ▲ 28                         |
| 9                            | Михаэль Штих                 | 2 380                        | 2                            | ▼ 7                          |
| 10                           | Тодд Мартин                  | 2 307                        | 13                           | ▲ 3                          |
| 11                           | Евгений Кафельников          | 2 174                        | 102                          | ▲ 91                         |
| 12                           | Уэйн Феррейра                | 2 121                        | 22                           | ▲ 10                         |
| 13                           | Джим Курье                   | 1 909                        | 3                            | ▼ 10                         |
| 14                           | Марк Россе                   | 1 770                        | 16                           | ▲ 2                          |
| 15                           | Андрей Медведев              | 1 655                        | 6                            | ▼ 9                          |
| 16                           | Томас Мустер                 | 1 616                        | 9                            | ▼ 7                          |
| 17                           | Рихард Крайчек               | 1 407                        | 15                           | ▼ 2                          |
| 18                           | Петр Корда                   | 1 397                        | 12                           | ▼ 6                          |
| 19                           | Магнус Ларссон               | 1 331                        | 39                           | ▲ 20                         |
| 20                           | Патрик Рафтер                | 1 296                        | 66                           | ▲ 46                         |

### Парный рейтинг (игроки)
| по данным на 26 декабря 1994 | по данным на 26 декабря 1994 | по данным на 26 декабря 1994 | по данным на 26 декабря 1994 | по данным на 26 декабря 1994 |
| Поз.                         | Теннисист                    | 1993                         | +/-                          |                              |
| ---------------------------- | ---------------------------- | ---------------------------- | ---------------------------- | ---------------------------- |
| 1                            | Паул Хархёйс                 | 4                            | ▲ 3                          |                              |
| 2                            | Якко Элтинг                  | 11                           | ▲ 9                          |                              |
| 3                            | Марк Вудфорд                 | 8                            | ▲ 5                          |                              |
| 4                            | Джонатан Старк               | 10                           | ▲ 6                          |                              |
| 5                            | Тодд Вудбридж                | 3                            | ▼ 2                          |                              |
| 6                            | Байрон Блэк                  | 5                            | ▼ 1                          |                              |
| 7                            | Грант Коннелл                | 1                            | ▼ 6                          |                              |
| 7                            | Патрик Гэлбрайт              | 2                            | ▼ 5                          |                              |
| 9                            | Йонас Бьоркман               | 56                           | ▲ 47                         |                              |
| 10                           | Ян Апелль                    | 70                           | ▲ 60                         |                              |
| 11                           | Джаред Палмер                | 43                           | ▲ 32                         |                              |
| 12                           | Евгений Кафельников          | 156                          | ▲ 144                        |                              |
| 13                           | Дэвид Адамс                  | 20                           | ▲ 7                          |                              |
| 14                           | Андрей Ольховский            | 18                           | ▲ 4                          |                              |
| 15                           | Патрик Макинрой              | 14                           | ▼ 1                          |                              |
| 16                           | Сэндон Столл                 | 69                           | ▲ 53                         |                              |
| 17                           | Мартин Дамм                  | 46                           | ▲ 39                         |                              |
| 18                           | Пит Норвал                   | 36                           | ▲ 18                         |                              |
| 19                           | Уэйн Феррейра                | 35                           | ▲ 16                         |                              |
| 20                           | Оливье Делетр                | 90                           | ▲ 70                         |                              |